# کانوی (کارولینای شمالی)
کانوی (به انگلیسی: Conway) شهری در ایالت کارولینای شمالی کشور ایالات متحده آمریکا است که جمعیت آن در سرشماری سال ۲۰۱۰ میلادی، ۸۳۶ نفر بوده‌است.